# Gemeingefährlich
Als gemeingefährlich werden in der Rechtssprache Handlungen und Situationen bezeichnet, die eine Gefahr nicht nur für einzelne bestimmte Personen, sondern für die Allgemeinheit darstellen.
Eine Handlung ist dann gemeingefährlich, wenn der Täter sie im Einzelfall nicht sicher zu beherrschen vermag und sie geeignet ist, Leib und Leben mehrerer Menschen zu gefährden.
Beispiele sind:
- der Einsatz von Sprengstoff
- unkontrollierte Schüsse aus einer Waffe
- Feuer in der Nähe einer Menschenmenge
- Werfen von Gegenständen von Autobahnbrücken
- Vergiftung von Wasser, z. B. in Wasserleitungen
- Autos bei illegalen Autorennen

## Strafrecht
Im Strafrecht bilden in Deutschland die in §§ 306–323c StGB niedergelegten Handlungen die gemeingefährlichen Straftaten (z. B. Brandstiftung, Gefährlicher Eingriff in den Straßenverkehr).
Gemeingefährliche Mittel sind in Deutschland ein qualifizierendes Merkmal bei Mord (§ 211 StGB Abs. 2).
Im schweizerischen Strafgesetzbuch sind die gemeingefährlichen Verbrechen und Vergehen im siebenten Titel des zweiten Buches (§§ 221–230 StGB) enthalten. Das österreichische Strafrecht nennt ausdrücklich den Tatbestand der Gemeingefährdung.

## Anstaltsunterbringung wegen Gemeingefährlichkeit
Die Verwahrungsgesetze der deutschen Bundesländer regeln die Anstaltsunterbringung gemeingefährlicher Personen, d. h. solcher, die die öffentliche Sicherheit und Ordnung gefährden. Das Verfahren bestimmen §§ 271 ff. FamFG.

### Geschichtliches
Gemeingefährlichkeit ist nach Klaus Dörner einer der Internierungsgründe, der als staatliches Konzept vorwiegend in Deutschland bereits durch den Absolutismus praktiziert wurde.(a)

#### Staatsraison
Nach der Katastrophe des Dreißigjährigen Krieges entsprach es den Interessen des Feudalstaats, zugleich bevölkerungspolitische und ökonomische Ziele noch bis weit ins 18. Jahrhundert hinein zu verfolgen. Dies erfolgte in Form der Peuplierungspolitik und des Merkantilismus. Gegenstand der Ausgrenzung waren Arme, Bettler, Vagabunden, Asoziale, Unmoralische, Prostituierte, Lustsieche, Waisen, Irre, chronisch Kranke und sonstige der Vernunft widersprechende Existenzen. In Deutschland waren die eliminierenden Einrichtungen im Gegensatz zu den westlichen Ländern aufgrund der einzelstaatlichen Unterschiede vielgestaltig. Hier gab es etwa Zucht-, Korrektions-, Verwahrungs-, Versorgungs-, Arbeits-, Waisen-, Findel-, Fremden-, Narren- und Tollhäuser. In Frankreich entsprach das Hôpital général dieser Politik als ähnlichem Instrument. In Deutschland wurde die Einweisung in genannte Häuser vor allem durch das Beamtentum verwirklicht. Eine nach vernünftigen Prinzipien verfahrende Verwaltung musste sich insbesondere durch die scheinbar unbeeinflussbare Unvernunft der Irren provoziert fühlen und von ihrer exemplarischen Gemeingefährlichkeit überzeugt sein. Mit dem Konzept der Gemeingefährlichkeit und dem damit verbundenen Anlass der zwangsweisen Internierung in einem der Arbeitshäuser sollten u. a. die gesellschaftlichen Voraussetzungen seitens der Politik gelegt werden, um die sich immer mehr beschleunigende Entwicklung zur Industrialisierung schneller voranzubringen. Man versuchte, jede Arbeitskraft zu nutzen, indem man zunächst bemüht war, genannten Personenkreis zwangsweise in die industrielle Produktivität miteinzubeziehen und damit zugleich auch die durch ihre Pflege z. T. gebundenen Familienangehörigen in den gesellschaftlichen Produktionsprozess einzubinden. Diese Periode nahm in Deutschland über ein halbes Jahrhundert in Anspruch von ca. 1780–1840.(b)

#### Wandel der Familienstrukturen
Somit bestand eine der Voraussetzungen zur beschleunigten industriellen Entwicklung auch in der Umwandlung der bis dahin üblichen Familienstrukturen. Innerhalb dieser hatte man traditionell für den genannten sozial schwächeren, nun als gesellschaftlich belastend empfundenen Bevölkerungsanteil zumindest teilweise Verantwortung übernommen. Für den Aufbau einer autarken Wirtschaft war es erforderlich, Untertanen, soweit irgend möglich und wenn nötig durch Zwang, in Ehepaare, Arbeiter und Steuerzahler zu verwandeln. Dieser Wandel drückte sich auch in einer vom Staat z. T. erzwungenen Frauen- und Kinderarbeit aus. Ein ähnliches die Familienstrukturen desorganisierendes Instrument stellte der Gesindezwangsdienst dar. Ausdruck der auf diese Weise erzwungenen politischen Abstinenz, bzw. einer nur auf die jeweiligen Herrscherinteressen bezogenen Einstellung war in Deutschland z. B. auch das Bildungsbürgertum. Es folgte dem friederizianischen Grundsatz: „Alles für das Volk, nichts durch das Volk.“(c)

#### Konfessionelle Situation
Die Einrichtung genannter öffentlicher Einrichtungen ergab sich auch als notwendige Folge einer Politik der Säkularisation. Klöster, Stifte und andere geistliche Besitztümer hatten bisher einen Großteil von Armen und Bettlern abgesichert. Andererseits hielten es die aufgeklärten Kirchen nicht mehr als erforderlich, die Irren als Hexen oder dämonisch Besessene zu deklarieren, weder aus theologischen Gründen noch zur Demonstration ihrer weltlichen Macht. Mit der Entwicklung des Protestantismus in Deutschland hatte sich noch nach dem Augsburger Religionsfrieden noch keineswegs die freiheitliche Konfessionswahl durchgesetzt (Cuius regio, eius religio).(d)

#### Genossenschaften
Auch der Zerfall genossenschaftlicher Strukturen, die sich seit dem Mittelalter als Stützen in Berufsverband, Zunft und Nachbarschaft bewährt hatten, ist nach Dörner als Folge merkantilistischer Rationalisierungspolitik anzusehen. Durch das vom Reichstag beschlossene Reichsgesetz von 1731 zur Reformierung des Handwerkswesens wurden den Zünften fast alle selbständigen Handlungen, Anordnungen und Rechte zugunsten des Staates entzogen. Die Tradition der Arbeitshäuser und der mit ihnen verbundenen Zwangsarbeit hat sich sprachlich erhalten, indem sie vielfach auf die Tuchfabrikation und vor allem auf die Notzeiten der Spinnereien Schlesiens (1761–1763) während des Siebenjährigen Kriegs bezogen war.(e)

#### Sprachliche Relikte
Der umgangssprachliche Ausdruck „spinnen“ geht auf die in den Arbeitshäusern ausgeübte Zwangsarbeit seit dem 17. Jahrhundert zurück. Noch im 19. Jahrhundert ist das Elend der schlesischen Weber u. a. durch Heinrich Heines Gedicht Die schlesischen Weber sprichwörtlich für die soziale Frage geworden.
Das sprachliche Erbe des Absolutismus als Zeitalter der Vernunft spiegelt sich auch in dem Begriff der Geisteskrankheiten, die als Ausdruck vernunftwidriger Verhaltensweisen angesehen wurden und damit ein zwangsweises Eingreifen des Staates rechtfertigten. Schelling bezeichnete die Infektion des Leibes durch den kranken oder in der Sünde verirrten Geist als die höchste Korruption. Damit setzten sich Schellings in letzter Konsequenz staatstragende, weil uniformierende Gedanken im Sinne der Identitätsphilosophie vor allem gegen Hegel durch. Dabei bleibt der skeptische Einwand unberücksichtigt, dass zwischen Vernunft und Staatsraison ein Unterschied bestehen kann. Der Sprachgebrauch der Geisteskrankheit hat sich in Deutschland bis heute vor allem noch in der Rechtsprechung erhalten.(f)

#### Politisches Selbstbewusstsein
Einerseits verhinderte das staatliche Konzept der Gemeingefährlichkeit nicht nur bei den hierdurch konkret betroffenen Internierten, sondern eher bei der Gesamtheit der Bürger die Entwicklung politischen Selbstbewusstseins infolge allgemein verbreiteter Furcht vor absolutistischer Ausgrenzung. – Ein solches Selbstbewusstsein konnte sich wesentlich früher in England und Frankreich als in Deutschland entwickeln. In Deutschland gab es bis weit in die 2. Hälfte des 18. Jahrhunderts noch kaum eine literarische Öffentlichkeit. Hier zeigte sich – anders als in England und Frankreich – der Zwangscharakter öffentlichen Lebens und seiner Institutionen, als hier die Öffentlichkeit „gewissermaßen selbst eine Anstalt darstellte, deren Insassen vom Staat und von der Kirche zwar auch durch Belohnung, aber vor allem durch Zwang zur Vernunftordnung und Arbeitsmoral erzogen wurden“.(g) Dies zeigte sich u. a. auch in der staatskirchlichen Organisation des deutschen Protestantismus, siehe Kap. Konfessionelle Situation. Auch sie behinderte – anders als in England – die politische Verselbständigung der bürgerlichen Gesellschaft in Deutschland.(h) Andererseits waren obrigkeitsstaatliche Maßnahmen des Protektionismus und Dirigismus auch Folge der verspäteten ökonomischen Entwicklung Deutschlands gegenüber seinen westlichen Nachbarn. Sie war eine Folge nationaler und ökonomischer Zersplitterung, der vom Adel verzögerten Rationalisierung des Großgrundbesitzes und der unfreien Gewerbeverfassung.(i) Indem die bürgerliche Gesellschaft sich dem Staat gegenüber konstituierte, wurde ein neues durch die kapitalistischen Produktionsbedingungen geprägtes Selbstbewusstsein geprägt, andererseits drangen bürgerliche Vorstellungen in die bis dahin strikt von der Öffentlichkeit getrennte Welt des Privaten ein. Dieses kann nach Hannah Arendt als Beginn der modernen Massengesellschaft und als Bedingung für den Aufstieg des Behaviourismus angesehen werden. Die neue Gesellschaft wird dadurch bestimmt, dass Abweichungen und Schwankungen des Verhaltens, die früher im Umfeld privater Tätigkeiten und insbesondere Produktionsweisen hingenommen werden konnten, nun nicht mehr annehmbar waren. Es gilt sie zu nivellieren oder im Extremfall, sie als Eigenschaft von Volksschädlingen ganz zu vernichten (Aktion T4).(j)

#### Differenzierung der Irren

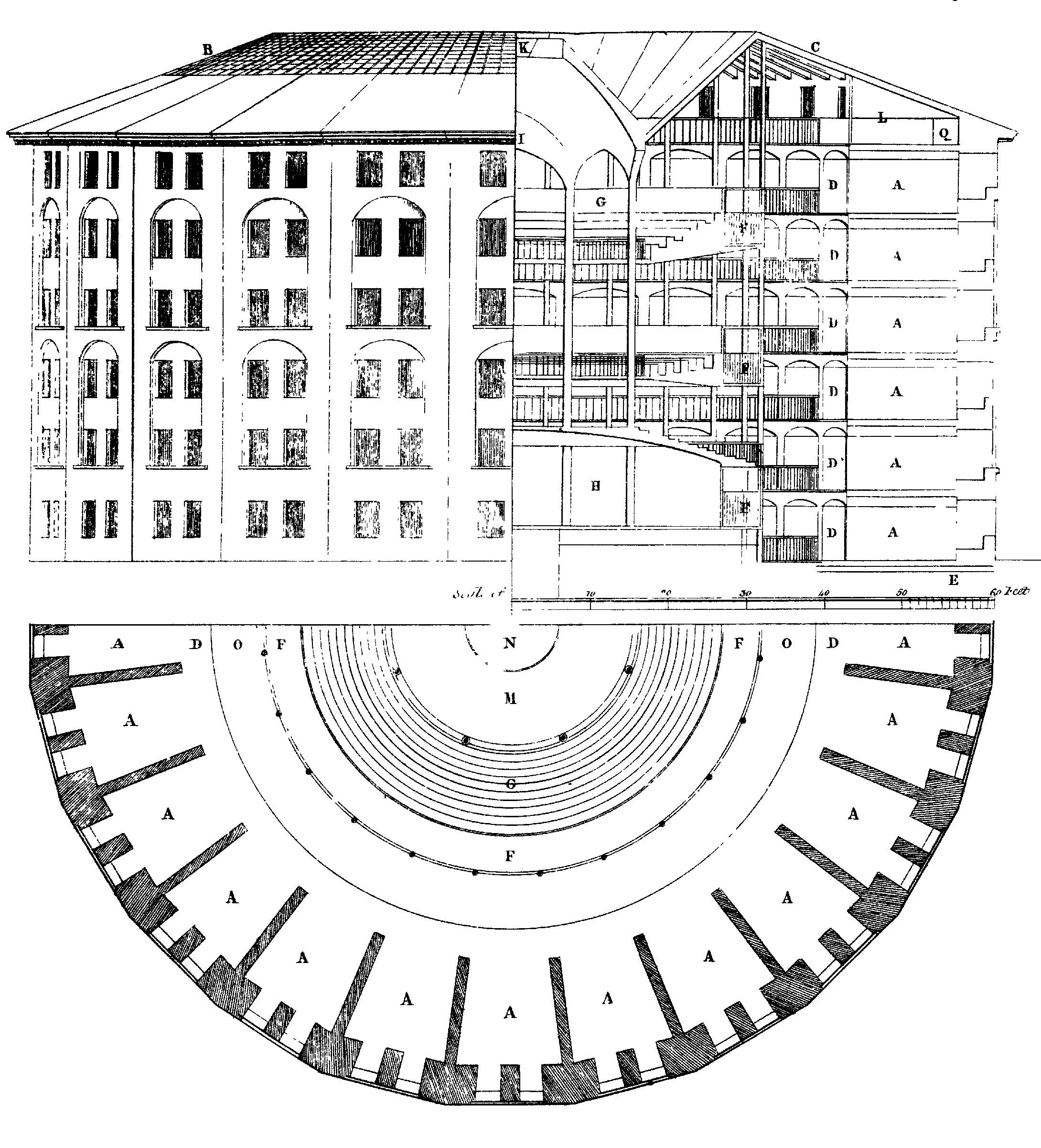
Panopticon-Skizze von Jeremy Bentham (1791)

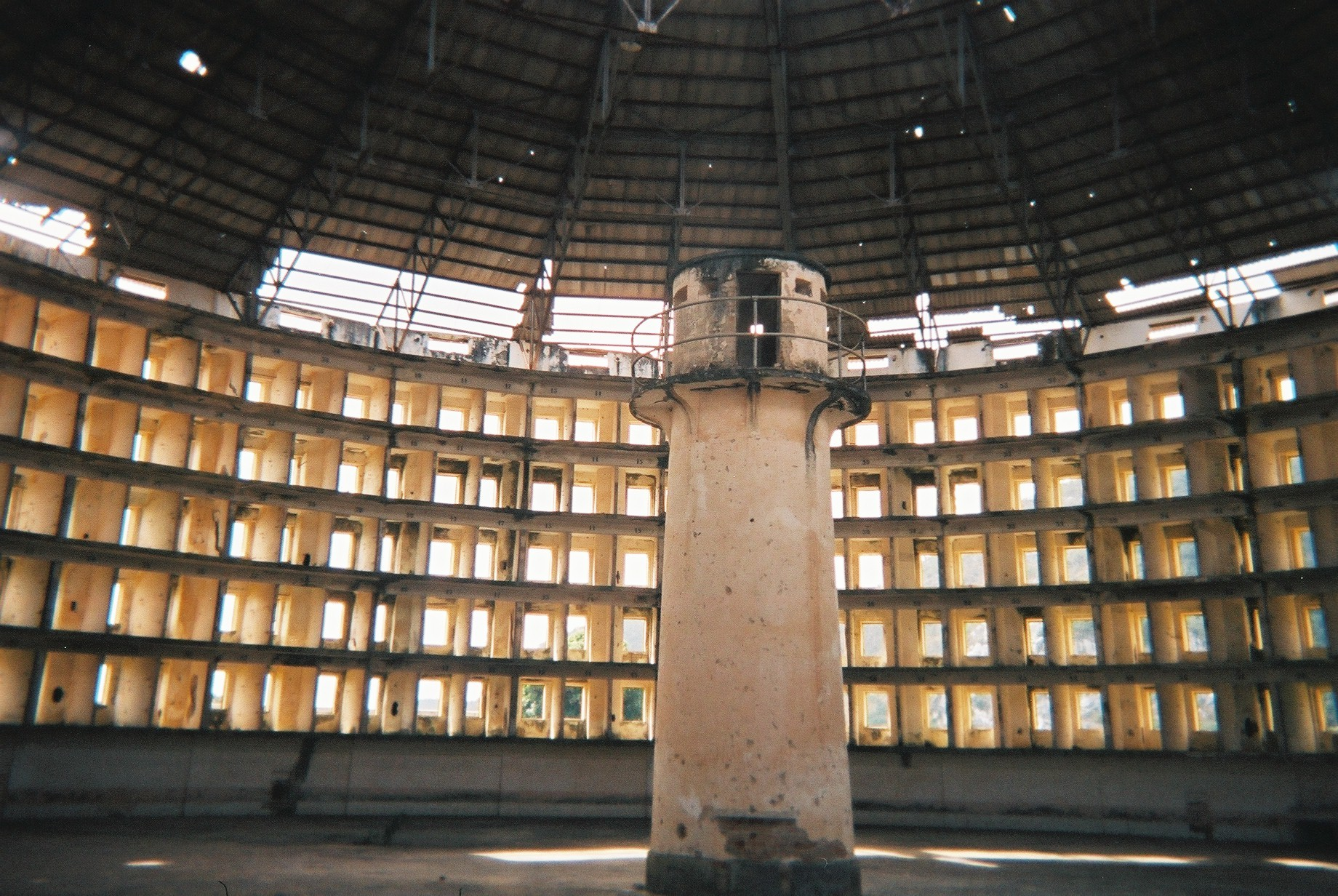
Presidio Modelo, Innenansicht

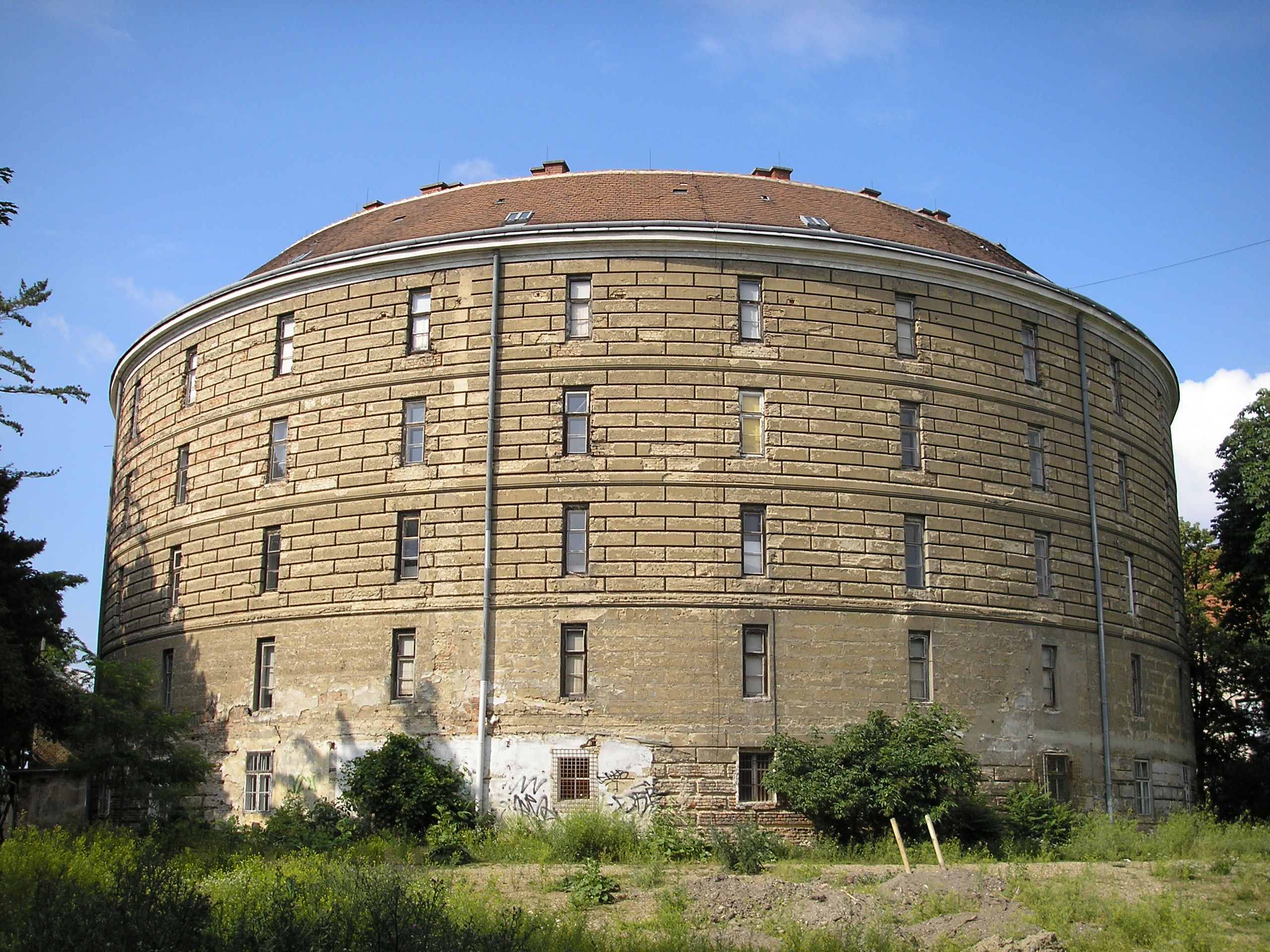
Der Narrenturm wurde 1784 unter Kaiser Joseph II. errichtet. Es handelte sich um einen fünfstöckigen Rundbau mit 28 Räumen pro Etage, schmalen Fenstern und einen in Nord-Süd-Richtung ausgerichteten Mitteltrakt. Insgesamt gab es für die Insassen 139 Einzelzellen. Aus der Art der Anlage als Panopticon geht aufgrund der überdicken Mauern und der gefängnisartigen Zellen der vordergründige Charakter der Sicherung der Öffentlichkeit klar hervor.

Die Entwicklung der Psychiatrie seit Ende des 18. Jahrhunderts erfolgte zunächst weniger mit Hilfe einer schlüssigen Theorie über spezielle psychische Krankheitsbilder als vielmehr infolge eines utilitaristischen gesamtgesellschaftlichen Paradigmas, wie es u. a. Jeremy Bentham (1748–1832) vertrat.(k) Der von Bentham 1791 vorgelegte Plan für den Bau der Gefängnisse, Armenhäuser, Korrektionsanstalten usw. – und daher nicht nur der Asyle für Irre – beruht auf der Grundidee eines Spinnennetzes. Von einem zentralen und verdeckten Überwachungsraum aus sind alle Zellentrakte einsehbar. Die Verbesserung gegenüber bisherigen Formen der Unterbringung für psychisch Kranke bestand nicht nur in der effektiveren gleichzeitigen Überwachung aller Untergebrachten. Sie ermöglichte zwar eine Minimierung von personellen Kosten und die Verminderung bisher aufgebrachter Mittel für die Zwangsbehandlung, aber sie verbesserte andererseits auch die Standards der Hygienebedingungen. Die veränderten äußeren Bedingungen, die gewissermaßen auf einen no restraint-Zustand hinausliefen und damit eine neue äußere Form der Befreiung darstellten, hatten jedoch auch innere psychische Folgen für die Betroffenen, die man als unfreiwillige Anpassungen an die aufgezwungenen Kontrollbedingungen bezeichnen könnte und als erste Andeutung von späteren Konzepten der Projektion und Verdrängung.(a) (l) (a)

##### Vergleich mit der Psychoanalyse

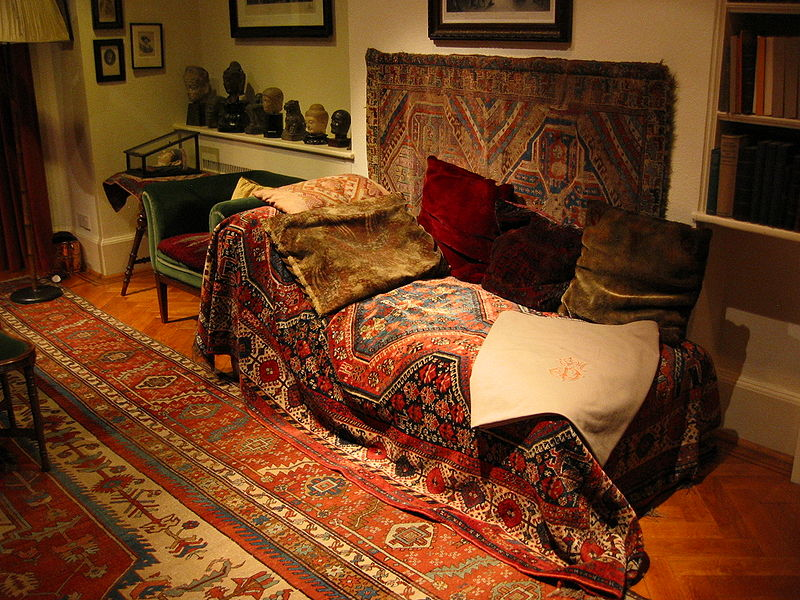
Sigmund Freuds (1856–1939) Behandlungscouch im Londoner Museum. Das Photo soll den historischen Wandel in der Behandlungsform von psychisch Kranken ab dem 20. Jahrhundert dokumentieren, auch wenn sich Freud und die Psychoanalyse zu seinen Lebzeiten hauptsächlich den leichteren Formen psychischer Störungen, nämlich den Neurosen, gewidmet hat. Dennoch mag die Sessel-Couch-Anordnung als äußerer Rahmen des therapeutischen Kontakts Anlass zu Überlegungen geben, ob die Distanz zwischen Analysand und Analytiker nicht weiterhin grundlegend für diese Art der Behandlung war.

Bei Gelegenheit geschichtlicher Andeutung von Konzepten der Psychoanalyse sollten Fragen aufkommen auch nach dem psychoanalytischen Standardverfahren – des auf der Couch liegenden Patients, und eines hinter ihm sitzenden und – infolge dieser Anordnung favorisiert – „unsichtbaren“ Analytikers. Kann diese Anordnung als psychosoziales Arrangement aufgefasst werden? Dies insbesondere deshalb, weil sich hier in ähnlicher Weise die Frage der Deutungsmacht bzw. die Machtfrage stellt und damit auch die Frage nach der Distanz und der wie folgt weiter reflektierten Zurückhaltung zwischen Analytiker und Analysand bzw. der generellen Dialektik solcher Arrangements und der damit evtl. zugeschriebenen Position gegenüber dem therapeutischen Gebot einer Befreiung von Krankheit.(b)
Damit zeigt sich ggf. auch, dass der Kranke gewissermaßen als Produkt sowohl der Behandlungs- als auch der Internierungsweise bzw. als Produkt der strukturellen äußeren Gegebenheiten angesehen werden kann, vgl. → homo sociologicus. Michel Foucault (1926–1984) spricht sogar von „Perzeption des Anstaltswahnsinns“.(b) Damit meint er eine doppelte und sogar doppeldeutige topographische Sichtweise. Diese doppelte Sichtweise kann auch im Sinne von versuchter objektivierender Betrachtung aus der Beobachterperspektive des Aufsichtspersonals oder der Ärzte (genitivus objectivus) und andererseits auch aus der subjektivierenden Sichtweise des eigenen Betroffenseins als Kranker unter den Bedingungen einer jeweils üblichen bzw. hier historisch speziellen „panoptischen“ Internierung (genitivus subjectivus). Diese subjektiv erlebten Bedingungen empfindet insbesondere der internierte Betroffene als extrem inhuman, wodurch der Wahnsinn eine „obskure Zauberkraft“ gewinnt.(c) Die zunehmende Bedeutung der beobachtenden Aufmerksamkeit führt auf diese Weise nicht zu einer Annäherung, sondern nur zu einer Entfernung der gegensätzlichen Standpunkte.(d)
Was die Aufmerksamkeit betrifft, die dem Patienten von der Psychoanalyse entgegengebracht wird, so hat Freud den Begriff der gleichschwebenden Aufmerksamkeit geprägt. (Freud GW VIII 377 f. und XIII 215) Offensichtlich handelt es sich dabei um einen bildlichen Ausdruck, der einem im Gleichgewicht schwebenden Waagebalken entlehnt ist. Der Begriff „Gleichgewicht“ wird bei Freud auch im Sinne von Stabilität und psychischer Ökonomie der Energieverteilung verwendet. Kritik wurde an diesem fundamentalen psychoanalytischen Konzept deshalb geübt, weil es einseitig der eignen Begründung von beanspruchter Autorität und sachlich-nüchterner Objektivität des Analytikers dient. Auch die gleichzeitig damit verbundenen Hilfskonzepte der Neutralität und des Abstinenzprinzips werden vielfach kritisch als Rationalisierungen beurteilt, weil sie die rationalen Argumente zu stark und die emotionalen und einfühlsamen Komponenten der Therapie zu gering bewerten. Die strenge Anwendung dieser Prinzipien berücksichtigt so etwa den „tragenden Aspekt“ der Therapie zu wenig.(c)
Bereits vor dieser sich seit 1791 verstärkenden „Schärfe der Beobachtung“ hat Boissier de Sauvages de Lacroix 1733 eine Klassifizierung der Welt der Geisteskrankheiten vorgenommen und damit eine deutliche Differenzierung der Irren angestrebt. Damit hat er diese Welt vervielfacht.(e) Diesem Versuch der Objektivierung, wie sie etwa heute auch von der ICD-Klassifizierung betrieben wird, steht aus Sicht von Foucault entgegen, dass die Vernunft es schwer hat, in ein Gebiet einzudringen, das zuvor von der Internierung gebannt wurde.(f) Die Subjektabhängigkeit der diagnostischen und praktischen Rolle der großen Neuerer ist zu dokumentieren zunächst mit den barmherzigen Brüdern und mit Esquirol (1772–1840) in Charenton, mit Charcot (1825–1893) in der Salpêtrière.(g)  Ist Freuds Diagnostik gemäß ICD objektivierbar?

##### Deutschland
Die Differenzierung der Irren in Deutschland erfolgte eher als letztes Glied in der Reform der Gefängnisse, die mit dem Namen des Pastors Heinrich Balthasar Wagnitz (1755–1838) verbunden ist. Da die Einrichtungen des Zwangs sich überall als ineffizient erwiesen bzw. ohne ersichtlichen Erfolg blieben, was die gesellschaftliche Erwartung der in ihnen erwirtschafteten finanziellen Leistungen (Arbeitshäuser) betraf, so bestand Veranlassung, das bisherige Konzept der Gemeingefährlichkeit diesen neuen empirischen Gegebenheiten besser anzupassen und damit die ursprünglich zu naiven Erwartungen zu korrigieren. Zur Steigerung der Arbeitseffizienz wurde unterschieden zwischen heilbaren und unheilbaren, arbeitsfähigen und nicht arbeitsfähigen Irren. Letztere waren zunehmend ärztlicher Sorge überantwortet. Entsprechend den Lehren der klassischen Nationalökonomie wurden Versuche mit liberaleren Arbeitsbedingungen eingeleitet. Es wurde versucht, über die Gefängnisatmosphäre hinauszukommen. Eine »erste psychische Heilanstalt in Deutschland« wurde 1805 in Bayreuth durch Johann Gottfried Langermann eröffnet. Dies geschah im Wege der preußischen Irrenreform nach dem Reichsdeputationshauptschluss, der die Menge der Ausgegrenzten und den damit verbundenen administrativen Handlungsbedarf deutlich werden ließ.(m)

##### England, Frankreich, Österreich, Italien
In Frankreich waren ähnliche Versuche eher auf die politischen Umwälzungen seit 1789 bezogen. Überall wurden die armen Irren von ihren Ketten befreit. Es entstand ein neuer Typ von Anstalt. Zu erwähnen ist neben vielen anderen die Gründung des York Retreat durch William Tuke (1796), der Salpêtrière in Paris durch Philippe Pinel (1793), eines Spitals durch Vincenzo Chiarugi in der Toskana (1788), des Narrenturms in Wien im Rahmen einer kaiserlichen Reform (1784). Damit wird auch der zeitliche Abstand der institutionellen Gründungswelle zu Deutschland offenbar, vgl. dazu Kap. Politisches Selbstbewusstsein.